# Sciazza di Siano
La ciliegia Sciazza di Siano è una varietà molto particolare del frutto commestibile prodotto dal ciliegio che cresce nella vallata di Siano (nota anche come "valle dell'Orco").

## Descrizione
Il frutto è un durone di media pezzatura, con epidermide di colore rosso molto scuro e brillante, polpa consistente e spessa, sapore agro-dolce.